# 泥溪镇 (通江县)
泥溪乡，是中华人民共和国四川省巴中市通江县下辖的一个乡镇级行政单位。

## 行政区划
泥溪乡下辖以下地区：
泥溪街道社区、柏垭口村、大柏树村、罐子坪村、郭家坪村、后湾村、景家湾村、梨园坝村、马家沟村、马家河村和西街岭村。